# Mot alla odds (realityserie)
Mot alla odds är en svensk realityserie på SVT där tio svenska män och kvinnor med olika funktionsnedsättningar beger sig ut på en vandring. Serien skulle ha haft premiär i november 2011, men efter att en av deltagarna hastigt avled i oktober 2011 valde SVT att sända serien med början i januari 2012 istället. Programmet samsänds syntolkat både i SVT24 och SVT Play.
Första säsongen (2012) gick vandringen i Afrika med Natasha Illum Berg som expeditionsledare. Andra säsongen (2013) gick vandringen i Nicaraguas djungel i Centralamerika med Oskar Kihlborg som expeditionsledare.